# Exa TV
Exa TV es un canal de televisión por suscripción derivado de la cadena de radio Exa FM en México. El canal es producido por MVS Televisión, y es transmitido en el sistema de televisión vía satélite Dish y hasta el 16 de marzo de 2020 en el sistema de cable Totalplay.
Inició sus transmisiones en 2002 y actualmente se transmite en varios países de Latinoamérica y parte de Estados Unidos en varios sistemas de TV de paga.
El principal competidor de este canal es Telehit de Televisa Networks
Su programación consiste en emitir vídeos musicales sin comerciales, solo infomerciales. Actualmente, su programación es en gran parte simulcast de Exa FM al ser muchos de los programas transmitidos desde las cabinas de la estación de radio; también presentan programas de entretenimiento musical y coberturas en vivo de eventos como Vive Latino y El Concierto EXA.

## Historia
El canal fue lanzado en 2002, poco tiempo después de que Televisa ordenara un cateo a las instalaciones de MVS por supuesto robo de señal, lo que obligó a MVS a reemplazar las señales del canal 2, 4, 5, 9, y los de TV de paga de dicha empresa en su servicio de TV de paga MASTV
En un inicio, su programación era 24 horas de videos musicales, pero se le fueron agregando contenido como el American Chat Show, Agripina, y producciones originales como el exametro.
Desde octubre de 2005 se cambió la administración del canal y se produjo de manera descentralizada fuera de las instalaciones de MVS Televisión en la Ciudad de México por un equipo formado por Pablo González Vargas como director de canal, Jorge Shahin Mejía como director de mercadotecnia, Javier Talán como Director de operaciones y Eduardo Marrón como director de producción.
En marzo de 2008 el canal se muda a las instalaciones de MVS Televisión donde el equipo se integra como parte de la televisora misma y comenzando proyectos de modernización de los demás canales que la empresa produce. 
A mediados de 2009 Exa TV transmite toda su programación de producción propia a través de su sitio web y paulatinamente se añadió contenido al iTunes Store de Estados Unidos. El 4 de agosto de 2009 se suma la tienda de música y vídeos a la de aplicaciones para iPhone y iPod Touch en México con lo que se crea la sección de podcasts; a partir de ese entonces MVS Televisión es el mayor proveedor de contenido en dicha tienda colocando toda la programación de Exa TV. En noviembre de 2009, se añade toda la programación al sistema Miro.
Al iniciar el año 2010 cambia drásticamente su programación, orientándose a ser únicamente a ser un canal de vídeos y especiales musicales sin cortes comerciales las 24 horas del día.
A partir del 1 de agosto de 2012, en muchos países latinoamericanos, entró como reemplazo del canal ZAZ, aunque Exa TV no fue el reemplazo oficial de dicho canal. Más tarde, el 12 de febrero de 2015, en algunas partes de Latinoamérica, Exa TV fue reemplazado por NU Music, ambos producidos por la misma MVS y de temática similar.
El 16 de febrero de 2015, se relanzó el canal pero ahora siendo producido únicamente por MVS Radio y fusionándolo con Exa TV Online (canal en línea de Exa FM), con una nueva imagen y programación, incluyendo programas en vivo desde la cabina de Exa FM, programas juveniles de entretenimiento como La Hora Gruexa y Axeso con Jesse Cervantes y coberturas de eventos en vivo como el Vive Latino, Rock n' Exa, El Concierto Exa y varios más.
El 16 de marzo de 2020, se relanzó el canal fusionándolo nuevamente con NU Music, con una nueva programación, incluyendo  programas juveniles de entretenimiento como Feis 2 Feis, In da House, Folou, #5oloellas y coberturas de eventos en vivo como El Concierto Exa y varios más. Dicho relanzamiento provoca el retiro de Exa TV en el sistema Totalplay, para dar prioridad al ingreso del canal al sistema Claro TV para mayor alcance en Latinoamérica, exceptuando México donde Claro TV no ha obtenido el permiso para su ingreso al país.

## Programación
A partir de enero de 2010, Exa TV anunció su cambio de programación cambiando el logo del canal y el diseño de la presentación de los videos. Este cambió constó en transmitir sólo videos musicales, sin cortes comerciales las 24 horas del día.
La reestructuración comenzó el lunes 18 de enero de 2010, el cambio fue presentado con un anuncio comercial cómico. Los programas que hasta ese momento estaban al aire que eran Kiu, Tonic, Music Box y Motel Diablito tuvieron un destino incierto, hasta que en la página se reveló que todos los programas serían movidos para su transmisión normal al canal 52MX (también de MVS Televisión), ya que en Exa TV no tuvieron suficiente éxito. 
El único programa que siguió en el canal hasta el 12 de febrero de 2015 fue Noticias Exa. Pero poco tiempo después en agosto del 2015 se hizo una nueva versión llamada Exa News 
La transmisión de la lucha libre de la WWE fue igualmente movida al canal MC (también de MVS Televisión). 
La programación de Exa TV constó hasta enero de 2010 de bloques de videoclips musicales, especiales de música (como Top 5 y en los fines de semana se acostumbraba transmitir videos de un solo artista en un bloque de una hora), además de programas especiales de artistas y cantantes, entre otros. 
La mayoría de los programas que hasta esa fecha eran parte de la programación fueron movidos al canal 52MX para ser retransmitidos, aunque algunos de estos ya han salido del aire. 
Programación más antigua del canal:
- La Papaya
- Konec-TV
- Ascensor
- Le Top
- Lo Mejor de La Papaya
- Especiales
- Videos Robados
- DCine (se hizo una versión nueva que salió del aire en enero de 2010)

Nueva generación de programas (emitidos hasta enero de 2010):
- Eitis: Movido al canal 52MX, el 14 de enero de 2010 (Al Aire)
- WWE RAW: Movido al canal MC (Fuera del Aire)
- WWE Experience: Resumen semanal de la WWE (Movido al canal 52MX)
- Tonic: De producción propia, movido al canal 52MX (Fuera del Aire)
- Motel Diablito: Movido al canal 52MX (Fuera del Aire)
- Music Box: Movido al canal 52MX (Fuera del Aire)
- Kiu: Movido al canal 52MX (Fuera del Aire)
- In-D (Fuera del Aire)
- Vidas Paralelas (Fuera del Aire)
- DCine en Corto (Fuera del Aire)

Programas anteriormente emitidos:
- El Shuffle: Programa en vivo con entrevistas, especiales, videos de estreno y música en vivo. Conducido por Carolina Lau, Íkaro Aton, Alan Fernández y César Ayhllon “El Choks”. (Movido a NU Music)
- Top 5 (Fuera del Aire)
- 5 Primeros: Transmitía los 5 videos más populares en las listas de México. (Fuera del Aire)
- Reconexión: Transmitía videoclips del ayer, que tuvieron éxito a lo largo de las décadas, se emitía por las mañanas de lunes a viernes. (Fuera del Aire)
- Música Nueva: Transmitía videos nuevos de los artistas del momento. (Fuera del Aire)
- Exprésate: Los televidentes comentaban sobre un tema elegido por el canal vía mensajes SMS, mientras se transmitían videoclips. (Fuera del Aire)
- Rock!: Emitía los mejores videos musicales de este género. (Fuera del Aire)
- Examétro: Transmitía el top 10 de videoclips de la estación naranja. (Fuera del Aire)
- Dedícate Exa: Los televidentes se dedicaban videos en este bloque vía correo electrónico. (Fuera del Aire)
- Reggaeton: Emitía media hora de la mejor música de este género. (Fuera del Aire)
- Electrónica: Emitía media hora de la mejor música electrónica. (Fuera del Aire)
- 5 Videos Antes De...: Los invitados especiales elegían los 5 mejores videos sobre un tema en especial. (Fuera del Aire)
- Noticias Exa: Transmitía las mejores noticias de los artistas del momento cada hora. (Fuera del Aire)
- La Bomba Fitness: Transmitía videos mezclados por Dj Pelos. (Fuera del Aire)
- Exa Retro: Transmitía videoclips del ayer, que tuvieron éxito a lo largo de las décadas. (Fuera del Aire)
- Su Najerita de Confianza: Programa en vivo desde la cabina de Exa FM, conducido por Juan Carlos Nájera. (Fuera del Aire)
- Wake Up (Programa matutino en vivo) (Fuera del aire)

Programas especiales
- El Concierto EXA
- Rock n' EXA
- EXA Top 50 del 2011

Programación actual (Desde el 1 de febrero de 2016):
- Videos
- Be Music (Música electrónica)
- Blogger TV
- Axeso
- La Bomba (Música electrónica en inglés y español en formato videomix)
- Whatsappeando
- Faceplay
- YouTv
- Exa Hits
- Exa Corazón
- Damovement TV
- Axeso Especial
- Urbanica
- Perros y Gatos
- Damiana Bej Al aire
- Duro de Domar

Programas Transmitidos en Comerciales:
- Exa News
- El Exámetro
- Pop Stars

El tipo de lenguaje que se utiliza pero en una estación de radio suele ser Lenguaje verbal y Lenguaje musical pero el tipo de lenguaje varía depende del programa.

## Logotipos

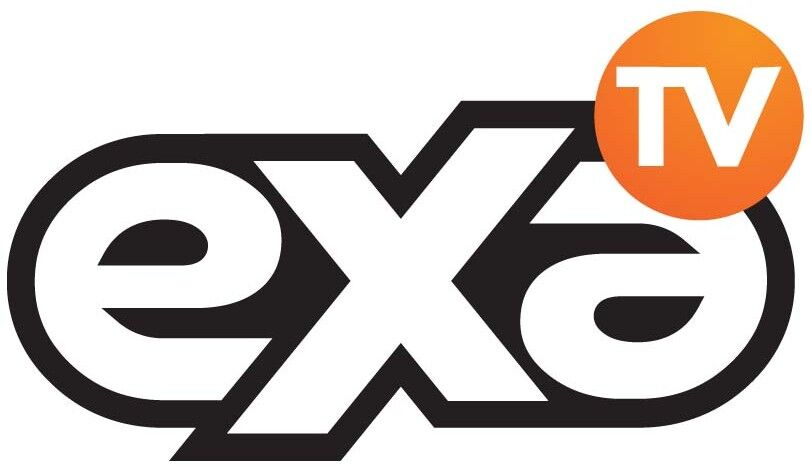
2009-2015
Desde 2015